# Grusze wschodnie

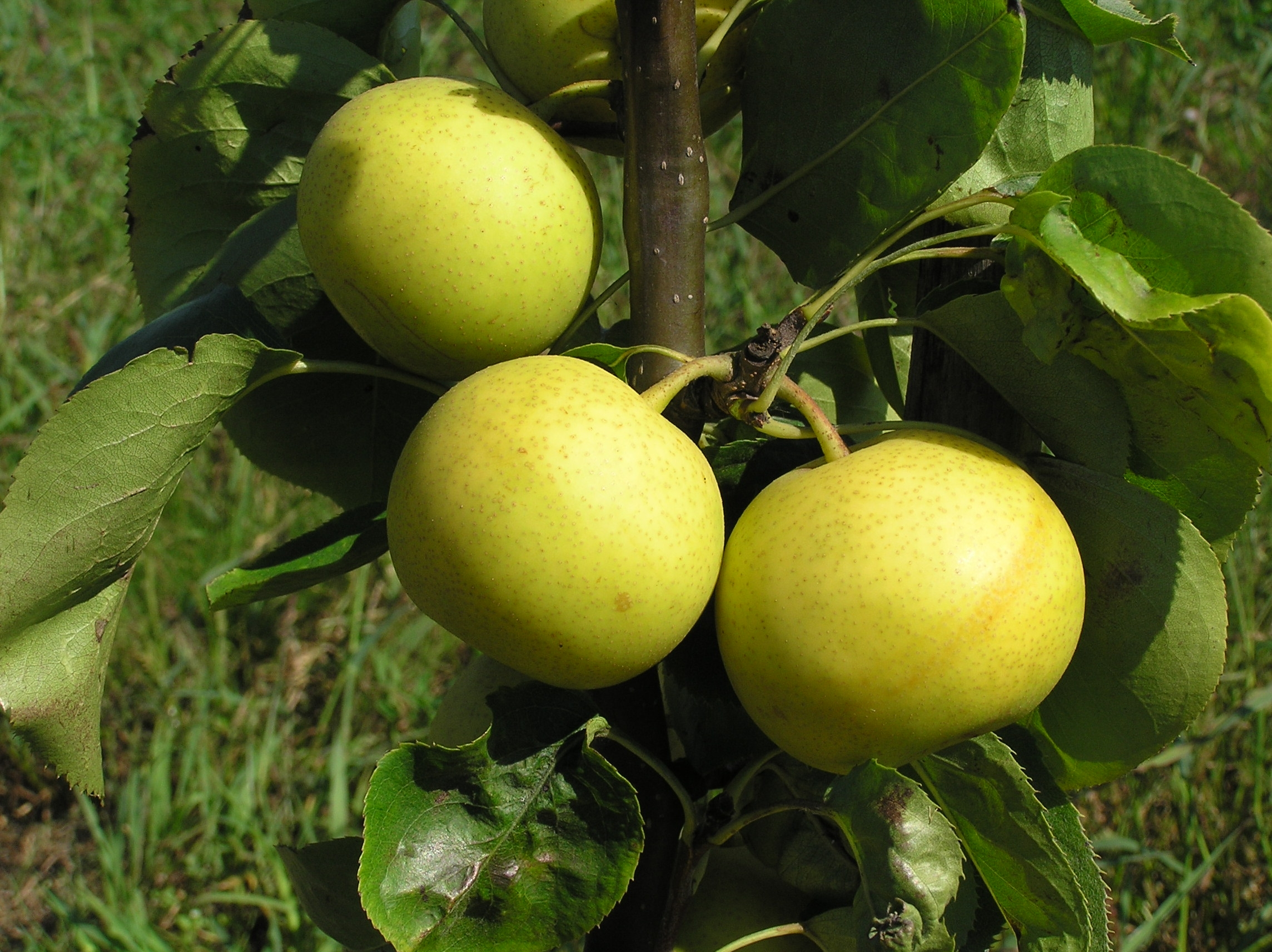
Owoce Shinseiki azjatyckiej odmiany gruszy

Grusze wschodnie, grusze azjatyckie, grusze wschodnioazjatyckie – grupa odmian uprawnych grusz wyselekcjonowanych głównie z gatunków występujących w Azji. Podstawowym gatunkiem wyjściowym była grusza chińska (Pyrus pyrifolia Bem.), lecz w hodowli brały udział jeszcze takie gatunki jak: grusza brzozolistna (Pyrus betulaefolia Bunge), grusza ussuryjska (Pyrus ussuriensis Max.), grusza drobnoowocowa (Pyrus calleryana Desc), grusza wierzbolistna (Pyrus salicifolia Pallas) i grusza oliwnikowa (Pyrus eleagnifolia Pall.).
Odmiany grusz wschodnich uprawia się przede wszystkim w Azji.
Największym producentem na świecie są Chiny, a dominująca uprawa ma miejsce także w Japonii, Korei, Indiach i Iranie. Znacząca uprawa tych odmian ma miejsce w USA, Australii, Nowej Zelandii, Południowej Afryki i niektórych krajach Ameryki Południowej. W Europie, w tym w Polsce ma znaczenie marginalne, głównie amatorskie, a nieliczne sady produkcyjne spotyka się tylko w rejonie basenu Morza Śródziemnego. W Europie znaczenie gospodarcze ma druga grupa odmian – grusze zachodnie, zwane także europejskimi.

## Morfologia
LiścieLiście są większe niż u grusz zachodnich. Najczęściej są eliptyczne, ostro zakończone, całobrzegie, ostro piłkowane lub z brzegiem szczeciniasto orzęsionym. Wierzchnia część blaszki liściowej jest błyszcząca, a spodnia powierzchnia zwykle pokryta jest kutnerem.
OwoceOdmiany należące do tej grupy mają kształt prawie zawsze okrągły, często lekko spłaszczony a tylko nieliczne odmiany mają lekko gruszkowaty kształt. Kielich jest nietrwały i odpada przed dojrzeniem owocu. Szypułka często jest tej samej barwy co owoc i jest mięsista. Owoce nie posiadają rumieńca. Barwa owoców na ogół jest żółta, jasnobrązowa a powierzchnia jest ordzawiona. Zalążnia składa się z 6–8 zalążków (na ogół 7). Miąższ, nawet po dojrzeniu jest zwięzły, lecz soczysty i słodki oraz zawiera dość dużo komórek kamiennych. Owoce są mniej aromatyczne niż owoce grusz europejskich.

## Uprawa
WymaganiaDrzewa grusz azjatyckich są wrażliwsze na mróz niż drzewa grusz europejskich, które także nie należą do bardzo tolerancyjnych na niskie temperatury. Są jednak prawie całkowicie odporne na zarazę ogniową i rzadko też ulegają parchowi gruszy. Grusze wschodnie nie mają czerwcowego opadu zawiązków, stąd też konieczne jest przerzedzanie owoców dla uzyskania ich odpowiedniej wielkości.
OdmianyNa świecie w uprawie można spotkać kilkaset odmian uprawnych. W Polsce w uprawie amatorskiej spotyka się najczęściej:
'Chojuro' – stara odmiana pochodząca z Japonii, o szarych, ordzawionych owocach.
'Shinseiki' – nowsza odmiana, także japońska, o żółtych owocach i gładkiej skórce.
'Hosui' – o lekko wydłużonych owocach (jak u grusz zachodnich) i silnym ordzawieniu na powierzchni.
'Zili' – pochodzi z Chin, gdzie uprawiana jest już od starożytności, owoce lekko wydłużone, niesymetryczne i szorstkie.